# Chicago Cats
O Chicago Cats foi um clube americano de futebol com sede em Chicago, Illinois, que foi membro da American Soccer League.
Eles jogaram seus jogos em casa no Estádio Hanson, na comunidade de Belmont-Cragin, em Chicago.